# Shared services
Shared services är namn på verksamhetsorienterade stödfunktioner inom en organisation som kan samutnyttjas av flera verksamhetsdelar. Typiskt avser man administrativa stödfunktioner för ekonomiservice, personalservice, och IT-support.  Då kompetenskraven för de som arbetar med shared services oftast inte är företagsunika, kan ofta personal från bemanningsföretag användas. Även outsourcing av dessa funktioner sker ibland.